# Liste d'applications des propriétés de l'électron
Vous lisez un « bon article » labellisé en 2013.
Les applications qui découlent des propriétés des électrons sont nombreuses et diversifiées dans les pays industrialisés. Plusieurs phénomènes lumineux, tels l'émission laser, la réflexion optique et le rayonnement cyclotron, sont causés par des électrons en mouvement. Les faisceaux d'électrons servent au soudage, à la lithographie de semi-conducteurs et permettent de créer le rayonnement synchrotron. Le microscope électronique se décline en plusieurs variantes, dont ceux à transmission et à balayage. Plusieurs liaisons chimiques sont des partages d'électrons. D'autres applications découlent des propriétés des électrons.

## Interaction de la lumière et des électrons

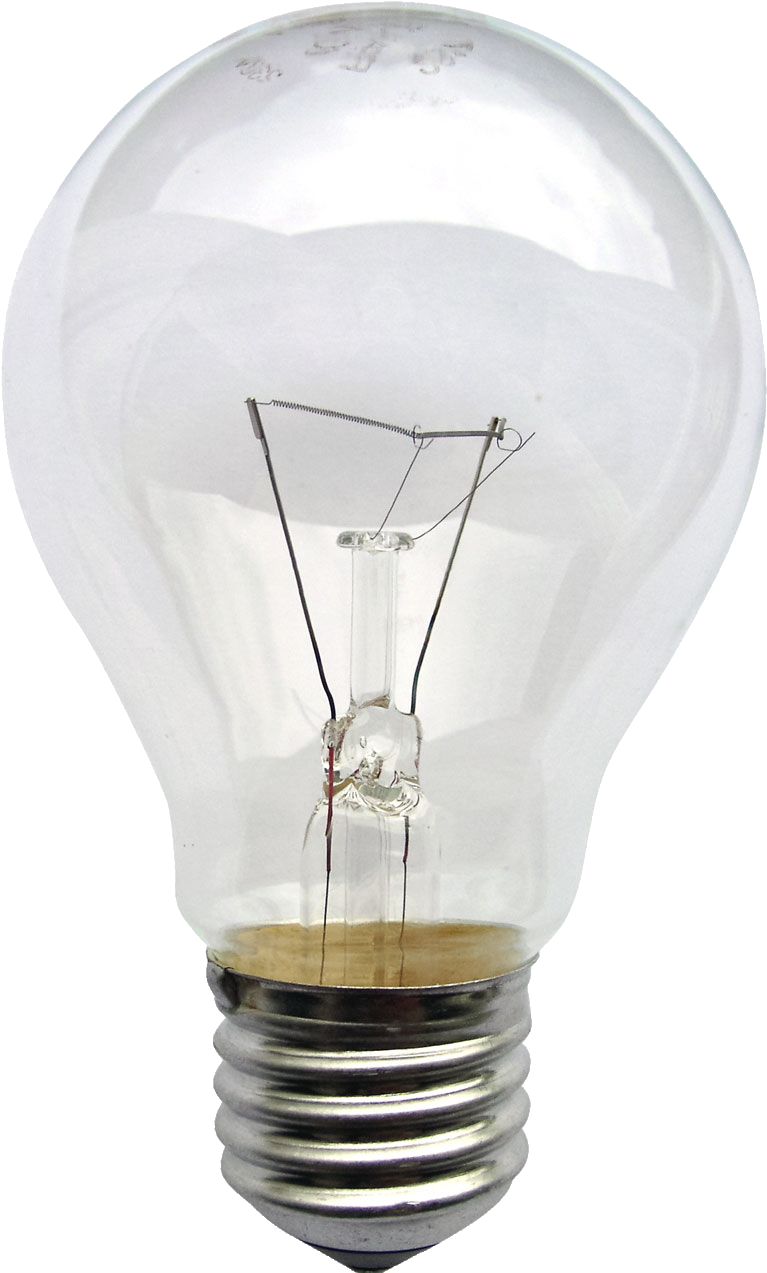
Une lampe à incandescence. Le passage d'un courant électrique dans le filament, la ligne presque horizontale au centre, provoque son échauffement, ce qui crée de la lumière par incandescence.

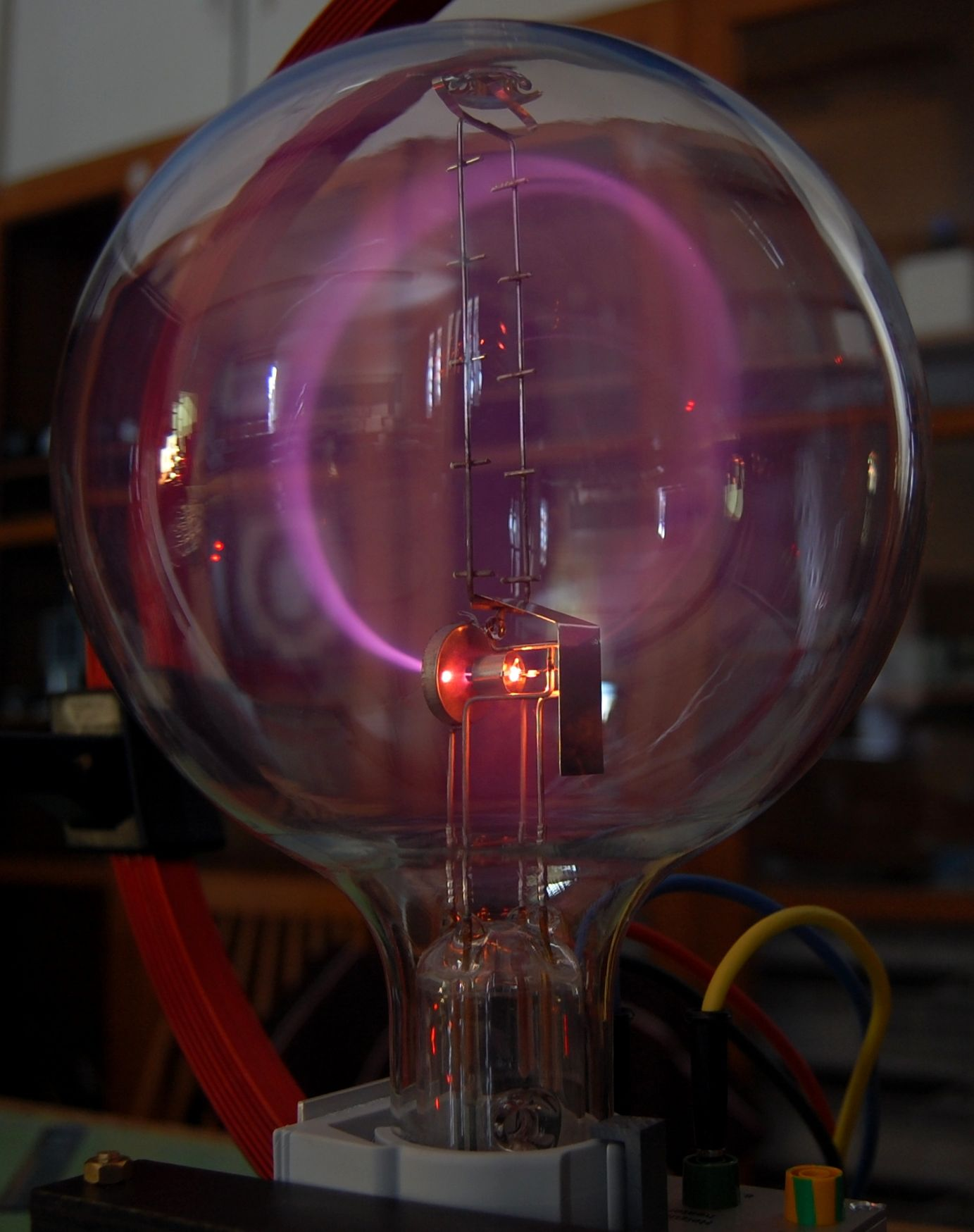
Dans une ampoule remplie d'un gaz à basse pression, un faisceau d'électrons défléchis par un champ magnétique forme un cercle par effet cyclotron. La lueur provient de l'excitation des atomes gazeux prisonniers de l'ampoule.

L'incandescence apparaît dans les matériaux chauffés. Cette émission de lumière, provoquée par les changements d'orbitales des électrons dans l'atome, est mise à profit dans les lampes électriques par exemple. La luminescence est une émission de lumière qui survient à de relativement basses températures (les tubes fluorescents sont un exemple d'application) et est aussi une conséquence des changements d'orbitales des électrons dans l'atome.
L'effet laser, théorisé par Albert Einstein dans un article de 1916 et dont la première mise en œuvre complète est probablement due à l'Américain Gordon Gould en 1958, est obtenu en stimulant les électrons des atomes. Au XXIe siècle, les applications du laser sont variées et omniprésentes dans les pays industrialisés : lecteurs de code-barres, Lasik (chirurgie de la cornée), Laser Mégajoule (recherche militaire), ITER (recherche sur la production d'énergie par fusion nucléaire), soudage, télédétection par laser, imprimantes laser et traitements de certaines maladies cutanées. En 2004, en excluant les diodes lasers, environ 131 000 lasers ont été vendus pour une valeur de 2,19 milliards US$. La même année, environ 733 millions de diodes lasers ont été vendues au prix global de 3,20 milliards US$.
Le laser à électrons libres émet un rayonnement électromagnétique cohérent de haute brillance dans un grand domaine de fréquences, des micro-ondes aux rayons X mous. Il fait partie des machines à rayonnement synchrotron trouvant des usages en physique, en biologie, en géologie ou dans l'étude non destructive des œuvres d'art.
L'effet maser, aussi théorisé par Albert Einstein en 1916 et approfondi de manière décisive par Charles Townes, Nikolaï Bassov et Alexandre Mikhaïlovitch Prokhorov, s'obtient également en stimulant les électrons des atomes.
Les électrons sont au cœur des tubes à rayons cathodiques, que l'on a très largement utilisés comme systèmes de visualisation dans les instruments de laboratoire, les écrans d'ordinateur et les postes de télévision. 
Les tubes électroniques utilisent le courant d'électrons pour manipuler des signaux électriques. Ils ont joué un rôle critique dans le développement de la technologie de l'électronique et sont largement supplantés par les dispositifs à semi-conducteurs, tel le transistor. 
Dans un tube photomultiplicateur, chaque photon absorbé par la photocathode déclenche une avalanche d'électrons qui produit une impulsion de courant détectable. 
Les capteurs photographiques utilisent l’effet photoélectrique, : les photons incidents produisent des électrons libres au sein d’une matrice de détecteurs qui sont par la suite comptés lors de la lecture du capteur. Les applications en imagerie sont diverses (astronomie, observation militaire, photographie, cinématographie) dans des gammes de longueur d’onde allant de l’ultraviolet à l’infrarouge. Leur rendement et leur versatilité font qu’ils ont supplanté la plupart des usages de la pellicule photographique.
La diffusion Rayleigh, une interaction entre la lumière et les électrons, permet d'expliquer la couleur du ciel, et la couleur des plumes de certains oiseaux. 
La diffusion Compton trouve des applications en radiothérapie.
La diffusion explique également la réflexion optique. Le miroir de beauté (dans la salle de bains) est probablement l'application la plus connue de la réflexion optique. Plusieurs types de télescopes comprennent des miroirs, tout comme les phares d'automobile, les phares maritimes et les antennes paraboliques. Sur la Terre, la transmission sans fil à grande distance est possible grâce à la réflexion des ondes hertziennes dans l'ionosphère.
La réfraction optique (et plus généralement des ondes électromagnétiques) peut conduire, en astronomie, à une erreur dans l'évaluation de la position angulaire réelle de l'astre observé. Le rayon vert s'explique par la réfraction atmosphérique et la dispersion optique. La biréfringence, provoquée par la réfraction, est à la base de la photoélasticimétrie et des polariseurs (dont le Polarcor largement utilisé dans les télécommunications par fibre optique).
Quand un électron est accéléré, il peut rayonner de l'énergie sous forme de photons,. Ce rayonnement électromagnétique se manifeste sous la forme d'ondes radioélectriques (ou ondes radio), de micro-ondes, d'infrarouges, de lumière visible (les couleurs perçues par l'œil humain), d'ultraviolets, de rayons X ou de rayons gamma.
Le rayonnement cyclotron trouve des applications en astronomie, car il permet d'étudier le champ magnétique entourant les corps célestes. 
Le rayonnement synchrotron trouve des applications en biologie, en chimie et en physique.
L'effet photovoltaïque est obtenu par absorption des photons dans un matériau semi-conducteur qui génère alors des paires électrons-trous créant une tension ou un courant électrique. Cet effet est notamment utilisé dans les panneaux solaires photovoltaïques.

## Faisceaux de particules

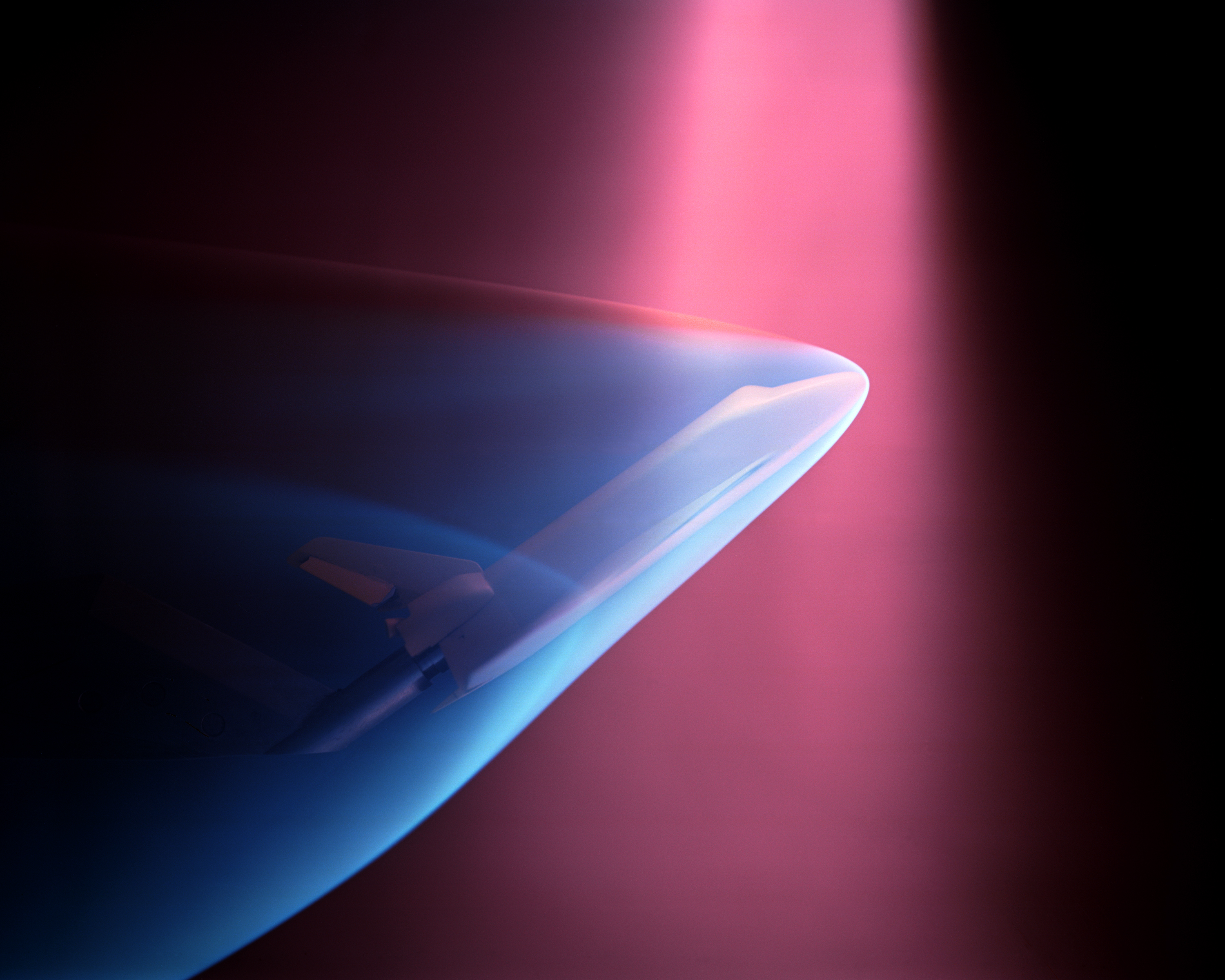
Pendant un test en soufflerie de la NASA, un modèle de la navette spatiale est visé par un faisceau d'électrons, simulant l'effet de gaz ionisants pendant la rentrée atmosphérique.

Les faisceaux d'électrons sont utilisés pour le soudage, qui permet des densités d'énergie jusqu'à 107 W/cm2 sur une tache étroite de 0,1 à 1,3 mm, et ce d'habitude sans métal d'apport. Cette technique de soudage doit être utilisée dans le vide pour éviter la diffusion du faisceau par le gaz avant son arrivée sur la cible. Elle peut aussi être utilisée pour souder des métaux très bons conducteurs de la chaleur, que l'on ne saurait pas souder autrement,.
La lithographie à faisceau d'électrons est une méthode de gravure pour les semiconducteurs à une finesse meilleure que le micron. Cette technique est limitée par son coût élevé, sa lenteur, la nécessité de travailler sous vide et la tendance des électrons à diffuser dans le solide. Le dernier problème limite la finesse à environ 10 nm. Pour cette raison, elle est utilisée principalement pour la production d'un petit nombre de circuits intégrés spécialisés.
Le traitement par faisceau d'électrons est utilisé pour l'irradiation des matériaux pour changer leurs propriétés physiques ou stériliser des produits à usage médical ou alimentaire. En radiothérapie, des faisceaux émanant d'accélérateurs linéaires servent au traitement des tumeurs superficielles. Comme un faisceau d'électrons ne pénètre qu'à une profondeur limitée avant d'être absorbé, typiquement 5 cm pour des électrons dans la gamme de 5 à 20 MeV, la thérapie par faisceaux d'électrons est utile pour traiter des lésions de la peau comme le carcinome basocellulaire. Un tel faisceau peut être utilisé pour compléter le traitement de zones qui ont été irradiées aux rayons X,.
C'est en 1932 qu'est mis en service le premier « cyclotron à protons », dont les principes sont repris pour la mise au point des accélérateurs de particules. Grâce à leur perfectionnement continu pendant la première moitié du XXe siècle, les physiciens explorent toujours davantage les propriétés des particules subatomiques. En 1942, Donald Kerst est le premier à accélérer des électrons en utilisant l'induction électromagnétique. Le premier bêtatron de Kerst atteint une énergie de 2,3 MeV, alors que les derniers appareils de ce type atteignent 300 MeV.
En 1947, le rayonnement synchrotron est découvert grâce à un synchrotron à électrons de 70 MeV dans un laboratoire de la société General Electric. Ce rayonnement est provoqué par l'accélération des électrons jusqu'à une vitesse proche de celle de la lumière. Les accélérateurs de particules utilisent des champs électriques pour propulser les électrons et les positrons à haute énergie. Quand ces particules passent à une vitesse relativiste à travers des champs magnétiques, elles émettent un rayonnement synchrotron. L'intensité de ce rayonnement dépend du spin, ce qui provoque une polarisation du spin du faisceau d'électrons — un processus nommé effet Sokolov-Ternov. Ce rayonnement peut aussi être utilisé pour le « refroidissement » des faisceaux d'électrons, c'est-à-dire pour diminuer les écarts moyens entre leurs énergies.
Avec une énergie de faisceau de 1,5 GeV, le premier collisionneur de particules à haute énergie est ADONE, qui commence à fonctionner en 1968. Cet appareil accélère des électrons et des positrons en sens inverse, ce qui fait plus que doubler l'énergie de leur collision, comparée à la collision de l'un des faisceaux avec une cible fixe. Le grand collisionneur électron-positron, plus connu sous son acronyme anglais LEP au CERN, qui a fonctionné de 1989 à 2000, a atteint des énergies de collision de 209 GeV et fourni des mesures importantes pour le modèle standard de la physique des particules,.

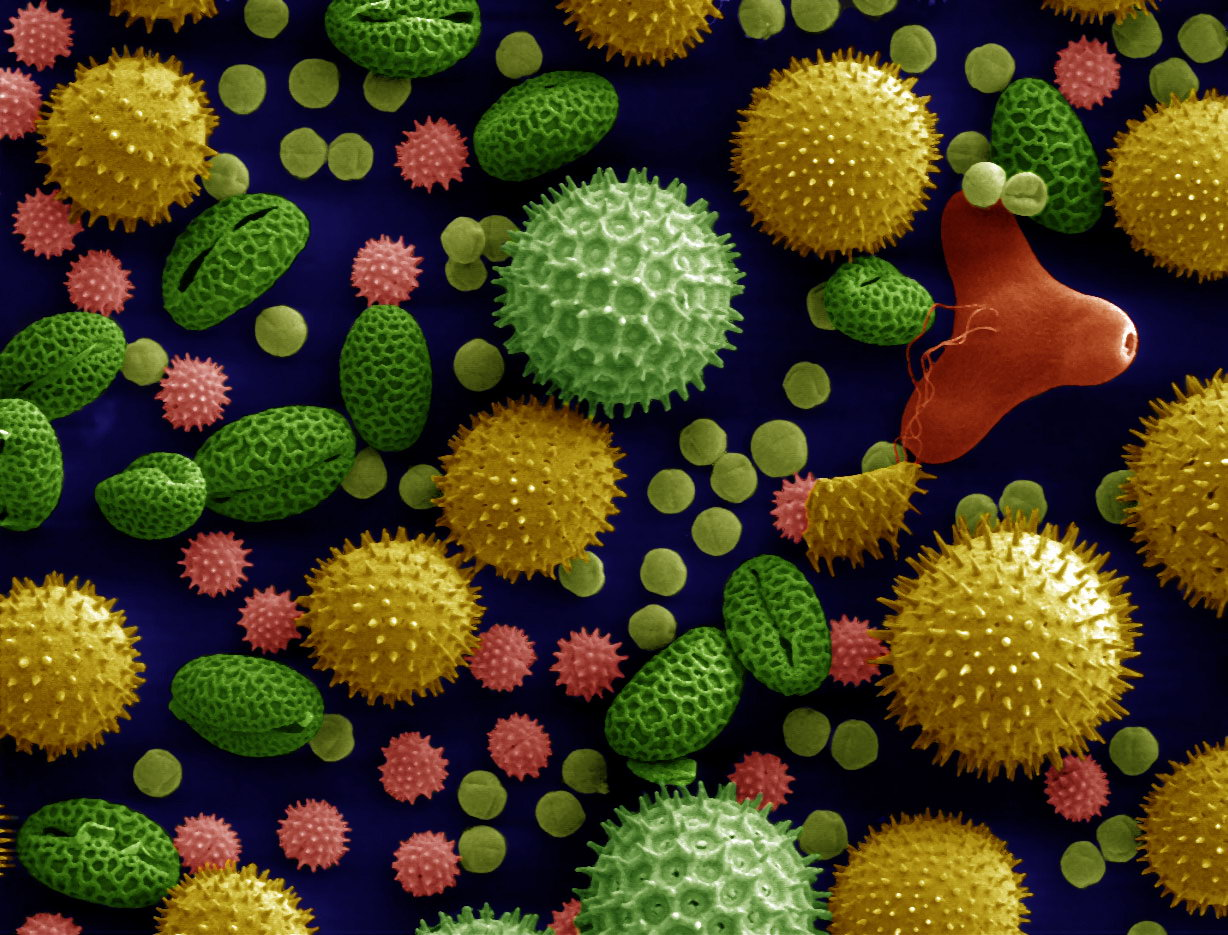
Image prise au microscope électronique à balayage de diverses sortes de pollens (fausses couleurs) : tournesol, volubilis, Rose trémière (Sildalcea malviflora), lys (Lilium auratum), onagre (Oenothera fruticosa) et Ricin commun (Ricinus communis). Image agrandie 500 fois : la particule verte en forme de grain de café dans le coin inférieur gauche mesure environ 50 μm de long.

Schéma du procédé d'électrophotographie.
1. La haute tension (15 kV ici) établie entre le photoconducteur et le tambour cylindrique provoque l'apparition d'un film électrostatique à la surface des deux, un négatif, l'autre positif.
2. La surface du photoconducteur est exposée à une lumière laser, ce qui repousse les charges illuminées des deux surfaces.
3. Du toner (encre en poudre) ou une encre liquide est répandue à la surface du photoconducteur. Seules les parties chargées retiennent l'encre.
4. Le papier, électrostatiquement chargé, est mis en contact avec le photoconducteur ; l'encre est attirée par le papier qui est ensuite chauffé et pressé pour fixer l'encre.

## Microscopie
La diffraction d'électrons de basse énergie est une méthode de bombardement d'un cristal avec un faisceau collimaté d'électrons, avec observation des structures de diffraction afin de déterminer la structure du cristal. L'énergie nécessaire pour les électrons est typiquement de l'ordre de 20 à 200 eV. La technique RHEED utilise la réflexion d'un faisceau d'électrons, à angles faibles avec la surface, pour caractériser la surface de matériaux cristallins. L'énergie de faisceau est typiquement dans la gamme de 8 à 20 keV, et l'angle d'incidence entre 1 et 4°,.
En lumière bleue, les microscopes optiques ont une résolution limitée par la diffraction d'environ 200 nm. Par comparaison, les microscopes électroniques sont limités par la longueur d'onde de De Broglie de l'électron. Cette longueur d'onde, par exemple, est de 0,003 7 nm pour des électrons accélérés par un potentiel de 100 000 V.
Le microscope électronique dirige un faisceau d'électrons focalisé sur un spécimen. Pendant les interactions des électrons avec le spécimen, certains électrons changent de propriétés, comme leur direction de vol, leur angle, leur phase relative ou leur énergie. En enregistrant ces changements du faisceau, les microscopistes peuvent produire des images du spécimen à la résolution atomique. Il y a deux types principaux de microscopes électroniques :
1. le microscope électronique en transmission fonctionne avec un faisceau d'électrons passant à travers une couche de matière, puis projeté agrandi sur un récepteur. L'aspect ondulatoire des électrons est largement utilisé au XXIe siècle dans certains modes d'utilisation. Corrigé d'aberrations, il est capable d'une résolution inférieure à 0,05 nm, ce qui suffit largement à résoudre des atomes individuels[57] ;
2. dans les microscopes électroniques à balayage, l'image est produite en balayant le spécimen avec un faisceau d'électrons focalisé finement, comme dans une télévision.

Les grossissements vont de 100 à 1 000 000 fois ou plus, pour les deux types de microscopes. Cette capacité fait du microscope électronique un instrument de laboratoire utile pour l'imagerie à haute résolution,.
La microsonde de Castaing est une forme de microscope électronique à balayage, où l'on s'intéresse aux rayons X émis par l'échantillon sous l'impact du faisceau d'électrons. Une analyse spectrométrique de ce rayonnement permet de tracer une carte microscopique des concentrations d'éléments présents dans l'échantillon.
Le microscope à effet tunnel utilise l'effet tunnel des électrons entre une pointe de métal aiguë et le spécimen, et peut produire des images de sa surface avec la résolution d'un atome,,.

## Autres
Les électrons de valence interviennent dans les liaisons chimiques dont les plus fortes sont les liaisons covalentes et les liaisons ioniques, lesquelles permettent la formation de molécules. Dans une molécule, les électrons se déplacent sous l'influence de plusieurs noyaux, et occupent des orbitales moléculaires, de la même façon qu'ils occupent des orbitales dans des atomes isolés. Un facteur fondamental dans ces structures moléculaires est l'existence de paires d'électrons. Les réactions d'oxydoréduction — des échanges d'électrons — comprennent la combustion, la métallurgie, l'électrochimie, la corrosion et la respiration cellulaire,.
L'électrostatique, qui étudie les phénomènes créés par des charges électriques statiques pour l'observateur, s'explique en partie par les propriétés des électrons. L'électrophotographie fait appel à cet effet qui est appliqué dans certains types de photocopieurs et d'imprimantes laser. Les appareils de précipitation électrostatique servent à éliminer les particules dans les gaz de combustion, ce qui réduit la pollution atmosphérique. La foudre est un phénomène naturel de décharge électrostatique disruptive
La supraconductivité, qui s'explique par l'apparition de paires liées d'électrons, sert entre autres à la fabrication de puissants électroaimants, lesquels trouvent des applications dans les projets de recherche de fusion nucléaire contrôlée (tokamak ou stellarator, par exemple), tout comme dans les accélérateurs de particules.
André-Marie Ampère (1775-1836) a fait « l'hypothèse que des courants à l'échelle atomique sont responsables de tous les phénomènes magnétiques », hypothèse qui est à la base de la théorie moderne du magnétisme. Le magnétisme terrestre en est un des exemples les mieux connus. Dans la vie courante, les aimants servent à rapprocher ou éloigner des objets ferromagnétiques. Les électroaimants servent à soulever des charges, alors que des champs magnétiques intenses servent à confiner des plasmas dans les réacteurs à fusion contrôlée. Si un courant électrique parcourt un fil soumis à un champ magnétique, il crée une tension électrique perpendiculaire aux deux : c'est l'effet Hall, qui trouve des applications en laboratoire.
L'émission par effet de champ, décrite la première fois par Fowler et Nordheim en 1928, est une émission d'électrons induite par un champ électrostatique. Elle trouve quelques applications dans les semi-conducteurs (diode Zener, par exemple), mais cette émission est le plus souvent indésirable car elle est la principale raison du claquage.
Un corps macroscopique peut accumuler une charge électrique statique par frottement, c'est l'effet triboélectrique utilisé dans les générateurs de Van de Graaff (ou générateur électrostatique). Le générateur peut servir à fabriquer un accélérateur à protons, ce qu'ont fabriqué pour la première fois J. G. Trump et Robert Van de Graaff en 1937, qui peut servir de source à rayons X. Une accumulation de charges peut se dissiper brutalement au contact d'un conducteur. Cette décharge électrostatique provoque le plus souvent des bris dans les appareils ou des blessures chez l'humain (électrocution, par exemple). Le potentiel électrique nécessaire pour la foudre peut être engendré par un effet triboélectrique.
Les transitions électroniques moléculaires, qui se produisent lorsque des électrons de valence excités passent d'un niveau d'énergie vers un niveau plus élevé, expliquent de nombreuses propriétés moléculaires et fournissent de l'information sur la structure des molécules,.